# Mollé
Pour les articles homonymes, voir Molle.
Mollé est une commune située dans le département de Kouka de la province des Banwa au Burkina Faso.